# بخش تهینی
بخش تهینی (به انگلیسی: Theni district) یک بخش در هند است که در تامیل نادو واقع شده‌است. بخش تهینی ۲٬۸۸۹ کیلومتر مربع مساحت و ۱٬۲۴۵٬۸۹۹ نفر جمعیت دارد.